# 로버트 보일
로버트 보일(Robert Boyle, 1627년 1월 25일 ~ 1691년 12월 30일)은 아일랜드에서 태어난 잉글랜드의 자연철학자, 화학자, 물리학자이다. 보일의 법칙으로 널리 알려져 있다. 보일의 연구와 철학은 연금술적 전통에서 출발하였으나 근대 화학의 기초를 세웠다고 평가된다. 저서 《의심 많은 화학자》는 화학의 기반을 마련한 책이다. 보일의 실험에 바탕을 둔 자연과학은 존 로크에게도 영향을 미쳤다.

## 생애
보일은 1627년 아일랜드의 리즈모어에서 제1대 코크 백작 리처드 보일과 캐서린 펜튼 보일의 아들로 태어났다. 8살에 로버트의 어머니가 사망하자 아버지 리처드는 보일을 자신의 친구 헨리 워튼이 감독관으로 있던 잉글랜드의 이튼 칼리지로 보냈다. 이 학교에서 3년을 보낸 뒤 프랑스인 가정교사와 여행길에 올랐으며 2년여 간을 제네바 등지에서 보냈다. 1641년 피렌체에 방문하여 겨울을 나면서 당시 이미 노인이었던 갈릴레오 갈릴레이의 "위대한 천문학자의 페러독스"를 공부하였다.
1644년 보일은 과학에 대한 강한 흥미를 지닌 채 잉글랜드로 돌아왔다. 보일이 도싯주의 스탈브릿지 장원을 떠나기 , 얼마 지나지 않아 영국왕립학회의 전신으로 "신철학"을 주도하고 있던 "보이지 않는 대학교"의 주요 연구자로 알려지게 되었다. 그들은 정기적으로 런던에 모여 그레셤 칼리지나 옥스퍼드와 같은 장소에서 회합을 가졌다. 보일은 1654년부터 런던에 거주하였다. 1657년 보일은 오토 폰 게리케의 공기 펌프에 대한 책을 읽고 로버트 후크의 도움을 받아 보다 향상된 공기 펌프를 고안하였다. 보일의 공기 펌프는 1659년 제작되었으며 "보일 기계" 또는 "기체 엔진"이라 불렸다. 보일은 이 기계를 가지고 여러 가지 공기 시험에 착수 하였다.
1660년 보일은 〈새로운 물리-물질 실험: 공기의 탄성조작과 그 효과〉라는 제목으로 자신의 연구결과를 발표하였다. 보일은 이 논문을 통해 자신이 발견한 기체의 법칙을 서술하였다.

## 업적
보일는 화학을 의학에서 분리하여 하나의 독립된 학문으로 만들었다. 스콜라 학파의 자연 철학을 배척하고 실험적 사실을 중시하여, 실험을 바탕으로 하는 근대 화학의 기초를 이루었다.
1662년, 온도가 같으면 기체의 체적은 압력에 반비례한다는 '보일의 법칙'을 발견하였다. 또, 소리는 공기가 없으면 전해지지 않는다는 것도 발견하였다.
보일은 뉴턴, 후크와 함께 왕립 협회를 만들었으며, 그 밖에도 수은·공기의 비중 측정, 목재의 건류에서 메틸 알코올의 분리, 정성 분석의 기초 확립, 원소 개념의 도입 등 과학에 이바지한 공적이 매우 크다.

### 보일의 법칙

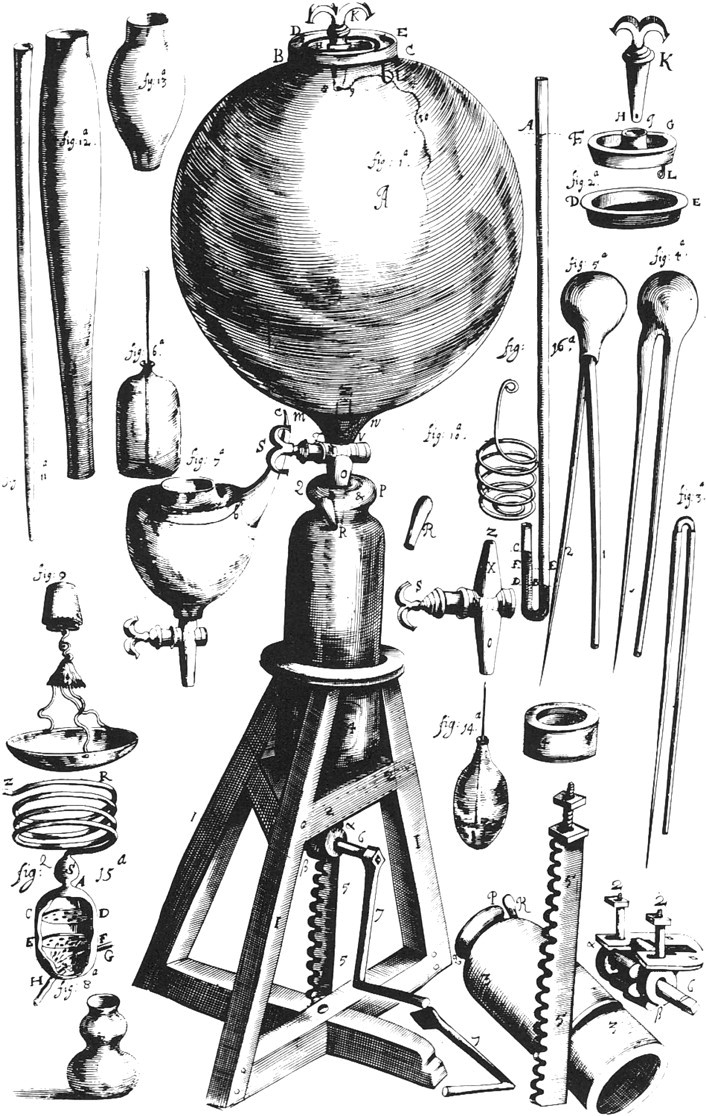
보일의 공기 펌프

보일은 기체 실험 결과 "기체의 양과 온도가 일정하면, 압력(P)과 부피(V)는 서로 반비례한다."는 것을 입증하였다.
{\displaystyle \qquad \qquad PV=k}
여기서, P: 기체의 압력, V: 기체의 부피, k: 비례 상수

### 리트머스 시험지
보일은 프랑스의 염색공들이 식물의 즙을 이용하여, 염료를 만든다는 사실을 알게 되었고, 산이 식물의 즙에 미치는 영향을 실험하였다. 그 결과, 보라색 식물 즙에 산을 넣으면 빨간색으로 변하고, 염기를 넣으면 청록색으로 변한다는 사실을 발견하였다. 프랑스의 염색공들은 이미 오래 전에 보라색 식물 즙을 이용하여, 빨간색이나 청록색을 만드는 방법을 알고 있었지만, 이를 산과 염기의 관점에서 설명한 것은 보일이었다.
보일은 계속해서 지시약으로 쓸 수 있는 여러 가지 식물들을 찾아냈는데, 그중 리트머스이끼에서 추출한 용액에 종이를 담갔다가, 말린 리트머스 시험지는 산과 염기를 쉽게 확인할 수 있는 새로운 방법으로 오늘날까지도 널리 이용되고 있다.

## 저서
- (영어) 의심 많은 화학자(The Sceptical Chymist) 펜실베니아 대학교 도서관
- (영어) Boyle Papers 런던 대학